# Arta
Arta (tiếng Hy Lạp: ?) là một khu tự quản ở vùng Íperos, Hy Lạp. Khu tự quản Arta có diện tích 457 km², dân số theo điều tra ngày 18 tháng 3 năm 2001 là 44136 người.